# Leccino

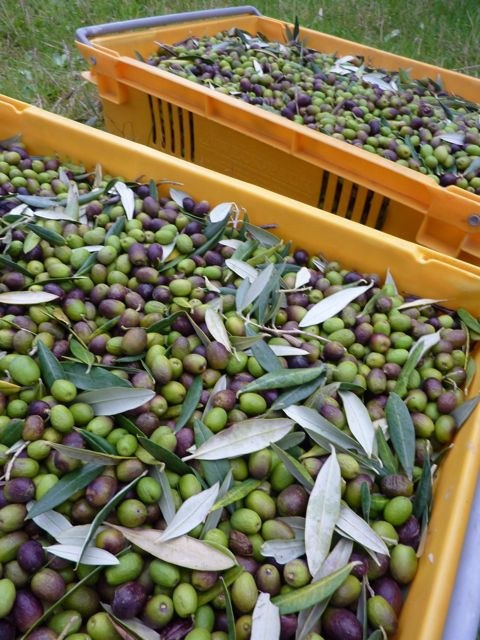
Récolte du cultivar leccino en Nouvelle-Zélande.

La leccino est l'une des principales variétés d'olive cultivées en Toscane, elle donne une olive noire au goût doux et léger. 

## Diffusion
En raison de ses qualités gustatives, elle est cultivée dans de nombreux autres pays dont le Pakistan. 

## Synonyme
Cette variété est aussi connue sous les noms de Leccio, Premice et Silvestrone.

## Caractéristiques
Sa faible teneur en huile l'a faite spécialiser dans l'olive de table naturellement noire. Particulièrement tolérante au froid, sa productivité est élevée avec un mûrissement du fruit précoce. Sa récolte (fin octobre, début novembre) est facilitée par une faible résistance au détachement et la séparation de la chair d'avec le noyau se fait aisément.